# Sebastian Mila
Sebastian Mila (Koszalin, 10 juli 1982) is een Poolse voormalige profvoetballer.

## Clubcarrière

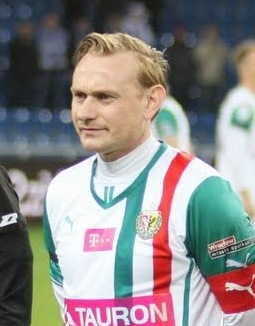
Mila in 2014 als aanvoerder van Śląsk Wrocław

Mila begon zijn profloopbaan bij Lechia Gdańsk. Na een tussenstap bij Wisła Płock belandde hij in 2002 bij Dyskobolia Grodzisk. Hij maakte ook indruk op de internationale scene, onder andere door zijn doelpunt in de UEFA Cup. Dyskobolia Grodzisk schakelde daardoor ook Manchester City uit.
Eind 2004 werd hij voor crica twee miljoen euro verkocht aan Austria Wien. Hij bleef tot de winter van 2007 in Oostenrijk voetballen. Begin 2007 trad hij aan voor Vålerenga IF, waar hij een contract voor drie seizoenen mocht ondertekenen. Tijdens zijn eerste seizoen vertrok Mila weer.

## Interlandcarrière
Hij speelde zijn eerste interland op 14 februari 2003, tegen Macedonië. Hij maakte deel uit van de selectie voor het WK voetbal 2006 en speelde in de periode 2003-? in totaal 34 interlands, waarin hij acht keer scoorde.
| Interlanddoelpunten | Interlanddoelpunten | Interlanddoelpunten     | Interlanddoelpunten | Interlanddoelpunten | Interlanddoelpunten | Interlanddoelpunten | Interlanddoelpunten          |
| #                   | Datum               | Locatie                 | Wedstrijd           | Goal(s)             | Score               | Uitslag             | Wedstrijd                    |
| ------------------- | ------------------- | ----------------------- | ------------------- | ------------------- | ------------------- | ------------------- | ---------------------------- |
| 1                   | 11/12/2003          | Ta' Qali                | Malta – Polen       | Goal                | 0 – 3               | 0 – 4               | Oefenduel                    |
| 2                   | 14/12/2003          | Ta' Qali                | Polen – Litouwen    | Goal                | 2 – 1               | 3 – 1               | Oefenduel                    |
| 3                   | 18/02/2004          | San Fernando            | Polen – Slovenië    | Goal                | 1 – 0               | 2 – 0               | Oefenduel                    |
| 4                   | 13/11/2005          | Barcelona               | Polen – Ecuador     | Goal                | 2 – 0               | 3 – 0               | Oefenduel                    |
| 5                   | 16/11/2005          | Ostrowiec Świętokrzyski | Polen – Estland     | Goal                | 1 – 1               | 3 – 1               | Oefenduel                    |
| 6                   | 14/05/2006          | Wronki                  | Polen – Faeröer     | Goal                | 1 – 0               | 4 – 0               | Oefenduel                    |
| 7                   | 11/10/2014          | Warschau                | Polen – Duitsland   | Goal                | 2 – 0               | 2 – 0               | EK voetbal kwalificatie 2016 |
| 8                   | 14/11/2014          | Tbilisi                 | Georgië – Polen     | Goal                | 0 – 3               | 0 – 4               | EK voetbal kwalificatie 2016 |

## Statistieken

### Carrière
| seizoen                 | club                    | land                    | competitie  | duels | goals |
| ----------------------- | ----------------------- | ----------------------- | ----------- | ----- | ----- |
| 1999-2000               | Lechia Gdańsk           | Polen                   | II liga     | 12    | 2     |
| 2000-2001               | Lechia Gdańsk           | Polen                   | II liga     | 22    | 2     |
| 2001-2002               | Wisła Płock             | Polen                   | II liga     | 15    | 2     |
| 2001-2002               | Dyskobolia Grodzisk     | Polen                   | Ekstraklasa | 9     | 0     |
| 2002-2003               | Dyskobolia Grodzisk     | Polen                   | Ekstraklasa | 27    | 3     |
| 2003-2004               | Dyskobolia Grodzisk     | Polen                   | Ekstraklasa | 25    | 8     |
| 2004-2005               | Dyskobolia Grodzisk     | Polen                   | Ekstraklasa | 13    | 3     |
| 2004-2005               | Austria Wien            | Oostenrijk              | Bundesliga  | 13    | 0     |
| 2005-2006               | Austria Wien            | Oostenrijk              | Bundesliga  | 13    | 2     |
| 2006-2007               | Austria Wien            | Oostenrijk              | Bundesliga  | 10    | 1     |
| 2007                    | Vålerenga IF            | Noorwegen               | Tippeligaen | 14    | 0     |
| 2007-2008               | ŁKS Łódź                | Polen                   | Ekstraklasa | 12    | 0     |
| 2008-2009               | Śląsk Wrocław           | Polen                   | Ekstraklasa | 22    | 5     |
| 2009-2010               | Śląsk Wrocław           | Polen                   | Ekstraklasa | 26    | 6     |
| 2010-2011               | Śląsk Wrocław           | Polen                   | Ekstraklasa | 28    | 4     |
| 2011-2012               | Śląsk Wrocław           | Polen                   | Ekstraklasa | 27    | 4     |
| 2012-2013               | Śląsk Wrocław           | Polen                   | Ekstraklasa | 26    | 7     |
| 2013-2014               | Śląsk Wrocław           | Polen                   | Ekstraklasa | 30    | 2     |
| 2014-2015               | Śląsk Wrocław           | Polen                   | Ekstraklasa | 19    | 5     |
| 2014-2015               | Lechia Gdańsk           | Polen                   | Ekstraklasa | 16    | 2     |
| 2015-2016               | Lechia Gdańsk           | Polen                   | Ekstraklasa | 0     | 0     |
| Bijgewerkt 6 maart 2011 | Bijgewerkt 6 maart 2011 | Bijgewerkt 6 maart 2011 | Totaal      |       |       |

### Interlands
| WK-statistieken              | Club         | Positie      | W |   |   | Goal | A |   |   |   |
| ---------------------------- | ------------ | ------------ | - | - | - | ---- | - | - | - | - |
| Polen op het WK voetbal 2006 | Austria Wien | Middenvelder | 0 | 0 | 0 | 0    | 0 | 0 | 0 | 0 |

## Erelijst
Dyskobolia Grodzisk Wielkopolsk
- Puchar Polski

2004/05
 Austria Wien
- Oostenrijks landskampioen

2006
- Oostenrijkse voetbalbeker

2004/05, 2005/06
 Śląsk Wrocław
- Ekstraklasa

2011/12
- Puchar Ekstraklasy

2008/09
- Poolse supercup

2012